# アルフォンソ6世 (カスティーリャ王)
アルフォンソ6世（Alfonso VI, 1040年6月以前 - 1109年7月1日）は、レオン王国の王（在位：1065年 - 1109年）およびカスティーリャ王国の王（在位：1072年 - 1109年）。勇敢王と呼ばれる。カスティーリャ王としてはアルフォンソ1世とも呼ばれ、「全ヒスパニアの皇帝（英語: Emperor of All Spain）」を名乗った。多くの伝説的な物語をまとった人物である。

## 生涯

### 兄弟との遺産相続争い
カスティーリャ・レオン王フェルナンド1世とレオン王アルフォンソ5世の娘サンチャとの間に次男として生まれた。兄はカスティーリャ・レオン王サンチョ2世、弟はガリシア王ガルシア2世（gl）。姉にウラカ（en）とエルビラがいる。
父は領土を分割しイスラム教諸国（タイファ）からの貢納金（パリア）も分配、アルフォンソにレオンとトレド王国からのパリア、サンチョ2世にカスティーリャとサラゴサ王国からのパリア、ガルシア2世にガリシアとセビリア王国からのパリアを与えた。また、ウラカとエルビラにはサモラとトロを与えた（相続は王国全ての修道院とも）。
1065年に死んだ父の遺言に従いアルフォンソ6世はレオンを相続、1068年に一括相続を狙う兄サンチョ2世と交戦したが、1071年に協力してガルシア2世をセビリアへ追放した。ところが翌1072年1月にアルフォンソ6世も兄に捕らえられてブルゴスへ幽閉され、レオンは兄に征服された。アルフォンソ6世は姉ウラカの手引きで脱獄してトレドへ亡命、ウラカは家臣ペドロ・アンスレス伯と手を組んでサモラに立て籠もりサンチョ2世に抵抗、包囲が長引くうち、サンチョ2世は同年10月に暗殺され、亡命先から復帰したアルフォンソ6世はそっくりそのままカスティーリャとレオンを継承出来た。そして、翌1073年に同じく復帰しようとしたガルシア2世を捕らえて1090年に死ぬまで閉じ込めた。これにより、アルフォンソ6世はガリシア王位も継ぎ、カスティーリャ＝レオン王国を再び統合した。

### 宗教・外交政策
アルフォンソ6世の時代、ヨーロッパからの移民と異教徒討伐に向かう騎士などがイベリア半島へ進出するようになった。それは教会とアルフォンソ6世の結びつきが現地の情報を西欧にもたらしたからだったが、アルフォンソ6世は教会改革を推し進めるクリュニー会（クリュニー修道院）との関係を深める一方、全スペインの世俗君主の臣従を主張してスペインに介入する教皇とは一線を画し、ムスリムに対しては寛大に振る舞っていた。
アルフォンソ6世は婚姻によってフランス貴族と関係を結び、ローマ典礼を導入してモサラベ典礼から変更し教皇との関係を強化した。また、サンティアゴ・デ・コンポステーラに大司教座を設置して聖地の地位を向上、巡礼者の増加に一役買った。しかし教皇との関係は複雑で、1077年にグレゴリウス7世が全スペイン君主に対する臣従と地代を要求するとアルフォンソ6世は拒否、西ゴート王国の直系としてヒスパニア皇帝を名乗り教皇を牽制、司教区・教区整備など教会行政の整備に尽力して父の代から結びついていたクリュニー会との関係を強化し、彼等に多額の金や修道院を寄進して教皇のスペイン介入に対抗した。これには、教皇に臣従したアラゴン王サンチョ1世を牽制する意図も含まれていた。
クリュニー会への援助は続き、1080年にクリュニー会員ベルナールを側近に据え、トレド解放後の1086年に大司教に任命することで教皇への対抗勢力に置いた。クリュニー会への露骨な肩入れはカスティーリャ人の怒りを買い、寄進に伴う税の引き上げ、クリュニー会に修道院や町を取り上げられた聖職者・庶民達の苦情が絶えなかったが、アルフォンソ6世以後の王達は寄進を続けた。モサラベ（イスラム教国に住んでいたキリスト教徒）も外国人中心のクリュニー会に反感を抱いていたため、モサラベ典礼を続けても良いと許可してモサラベを宥める、トレド総督にモサラベを登用するなど融和策に努めた。ムスリムとはパリアを介したタイファとカスティーリャの関係、キリスト教徒貴族がタイファに傭兵として雇われるなど身近な存在として人材交流が盛んであるため、クリュニー会などのフランス人や外国人と違い異端として排除する気は無かった。
一方、タイファに対しては、始めのうちはレコンキスタを進めて領土を征服しようとせずパリアを強要し、諸国間の争いに介入することで影響力を行使した。タイファ諸国もカスティーリャよりも互いを攻撃して自ら弱体化を招き、生き残るためカスティーリャへの従属を深める有様だった。しかし、1080年にトレドで内紛が発生するとそれに乗じて1081年から都市を攻囲し、1085年にムスリムの財産と信仰の保障、税は征服前と同じ、市民の退去と復帰は自由とするなど、寛大な条件を約束してトレドの降伏を受け入れた。これにより、キリスト教国の支配地はタホ川まで南下した。
だが、セビリアも支配しようとアルフォンソ6世が圧力をかけると、タイファ諸国は北アフリカ・ムラービト朝のユースフ・イブン・ターシュフィーン（en）に救援を求めた。ユースフはこれに応えてイベリア半島に上陸し、1086年10月23日にバダホス北東のサグラハスの戦いでカスティーリャ軍を敗走させ、アルフォンソ6世自身も片足を失う程の重傷を負い退却した。

### ムラービト朝との戦い
不幸中の幸いだったのは、ユースフが戦後トレドへ進まずアフリカへ引き返したことだった。それは、ユースフのおかげで助かったはずのタイファ諸国が、カスティーリャとよりを戻そうと画策していることに気付いたユースフがスペイン干渉を嫌ったからだった。これ以降アルフォンソ6世はタイファ諸国を荒らし回り、時折彼等の要請でやって来るムラービト朝に対して敗退を続け、1097年、1108年に大敗したが、タイファとユースフの潜在的な対立が敵の勢いを鈍らせ、決定的な損失が避けられたためトレドは守り抜いた。この時期にムラービト朝との戦いに勝ち、その北上を妨げることができたのは、英雄エル・シッドの軍だけであり、1094年にバレンシア王国を手に入れてからはバレンシアの他の都市を征服しつつムラービト朝の軍に勝利、1099年に死ぬまでバレンシアを保持し続けたが、アルフォンソ6世は彼亡き後のバレンシアに防衛は無理と判断して1102年にシッドの未亡人を説得してバレンシアを退去させた。
とはいえ敗北で失った軍事力の補充は必要で、2人の娘ウラカとテレサをそれぞれフランス貴族のレーモンとアンリに嫁がせ、彼等にイベリア半島北西のガリシアとポルトゥカーレを与えた。しかしムラービト朝に対して劣勢なのは変わらないどころか、後継者に指名した息子サンチョが1108年のムラービト朝との戦いで敗死したため、アルフォンソ6世は同年ウラカを後継者に変更、合わせて未亡人になっていたウラカをアラゴン王アルフォンソ1世と再婚させることを決定した翌1109年に亡くなった。だが、結婚には貴族の反対が根強い、2人の性格が合わない、ウラカと先夫の子アルフォンソ（後のアルフォンソ7世）を擁立する一派が現れるなど多くの障害が重なり内乱が発生、ムラービト朝がその隙にトレドを攻撃、カスティーリャは存亡の危機に立たされた。

## 伝説
アルフォンソ6世は英雄叙事詩『わがシッドの歌』において、中世の詩人が偉大な王に与えた役割を演じている。抑圧者となったり、勇ましく身勝手な貴族たちの犠牲となったりする。トルバドゥールが理想とするタイプの支配者である。
兄によってサアグンの修道院に囚われたが脱走し、騎士道的な友情を結んだ「ムーア人の騎士」トレドのアルマムン（アルマウン）に匿われた、姉ウラカと近親相姦関係にあったなど、こうした伝説は彼を英雄化した詩人によるものであろう。また、アルフォンソ6世は兄を暗殺した疑いをかけられ、ブルゴスでエル・シッドを代表とする貴族たちに暗殺を否定する宣誓を要求され、これを恨んでエル・シッドを追放したとも伝えられる。

## 妻子
少なくとも5回結婚し、成人した子供は庶子も含め6人いる。
最初に、アキテーヌ公ギヨーム8世の娘イネスと結婚。1078年に死別。
2度目に、ブルゴーニュ公ロベール1世の娘コンスタンサと結婚。
- ウラカ（1080年 - 1126年） - カスティーリャ女王。最初の夫はブルゴーニュ伯ギヨーム1世の子レーモン。次の夫はアラゴン王アルフォンソ1世。ボルゴーニャ朝の祖でカスティーリャ＝レオン王アルフォンソ7世の母。

3度目に、ブルゴーニュ伯ギヨーム1世の娘と仮定されるベルタと結婚した。
4度目に、セビリア王ムータミドの息子アル・マームーンの寡婦サイーダ（es、イサベル）と結婚。愛人とも、キリスト教に改宗して結婚したともされる。
- サンチョ（1098年 - 1108年） - ウクレスの戦いで戦死[14]
- エルビラ（1100年 - 1135年） - シチリア王ルッジェーロ2世と結婚。
- サンチャ（1101年 - ?） - リエバナ伯ロドリーゴ・デ・ララと結婚。

5度目に、ベアトリスと結婚した。ベアトリスは出身不明とされるが、文献では最初の妃イネスの異母妹であり、同じくアキテーヌ公ギヨーム8世の娘であることを示唆されている（en:Alfonso VI of León and Castile#Wives, concubines and issueの"Beatrice"の項を参照)。
愛人ヒメナ・ムニョスとの間に2女をもうけた。
- テレサ（1080年 - 1130年） - 初代ポルトゥカーレ伯アンリ（ブルゴーニュ王朝の祖）と結婚。ポルトガル王アフォンソ1世の母。
- エルビラ（en、1082年? - 1151年） - トゥールーズ伯レーモン4世と結婚。